# Marcha de la CGT del 7 de marzo de 2017
La marcha de la CGT del 7 de marzo de 2017 fue una manifestación masiva de protesta política organizada por la CGT que se realizó a lo largo de toda la Argentina, pero que tuvo como punto central de concentración la ciudad de Buenos Aires. Dicha marcha fue organizada como una forma de protesta generalizada contra las medidas de ajuste económico que realiza el gobierno argentino de Mauricio Macri, bajo la premisa de que se debe proteger el trabajo argentino.

## Antecedentes y causas
La masiva protesta venía gestándose desde hacía unos meses, y en el marco de una serie de protestas de trabajadores organizadas por distintas seccionales obreras de todo el país. El antecedente inmediato a la marcha fue la también masiva marcha docente organizada por CTERA y SUTEBA, en el marco del incumplimento de la ley de paritarias por parte del Ministerio de Educación Argentino a cargo de Esteban Bullrich, y las amenazas por parte de grupos afines al gobierno nacional al dirigente sindical Roberto Baradel. Para el 8 de marzo se organizó también el Paro Internacional de Mujeres, con motivo de protesta sobre la desigualdad y la violencia de género. En este marco de lucha social se venía gestando una semana agitada en la agenda de protestas en Argentina. La CGT, asimismo venía con un fuerte reclamo popular llamando al paro general en todo el país.
Las causas concretas de la manifestación política fueron varias, y fueron enunciadas por los oradores, el triunvirato de secretarios generales Carlos Acuña, Juan Carlos Schmid y Héctor Daer, desde el palco porteño, sito en el centro porteño. Entre ellas se encontraban:
- La apertura de importaciones llevada a cabo por el gobierno de Mauricio Macri, que debilita considerablemente a la industria argentina por la dificultad de competir con bienes importados de países muy baratos, como China. Esta dificultad generó, entre otras cosas, el cierre de fábricas y sus PyMEs asociadas, la caída de las ventas y un proceso de recesión económica al achicarse el mercado interno, con la consiguiente oleada de despidos.
- Reclamos por las paritarias libres en todos los ramos del mercado laboral, habiéndose impuesto un tope del 18% a los aumentos salariales, cosa que entraba en desfasaje con la enorme inflación del año anterior, alrededor del 40%. y la devaluación de fines del 2015. no respetados desde el Gobierno Nacional, y haciéndose eco de los reclamos salariales docentes.
- Los aumentos de tarifas de servicios energéticos y de transportes, que incrementan los costos de vida más allá de los índices inflacionarios establecidos.
- Los despidos generados por la recesión, y la falta de respuestas por parte del gobierno nacional con respecto a este tema.

## Convocatoria y Movilización

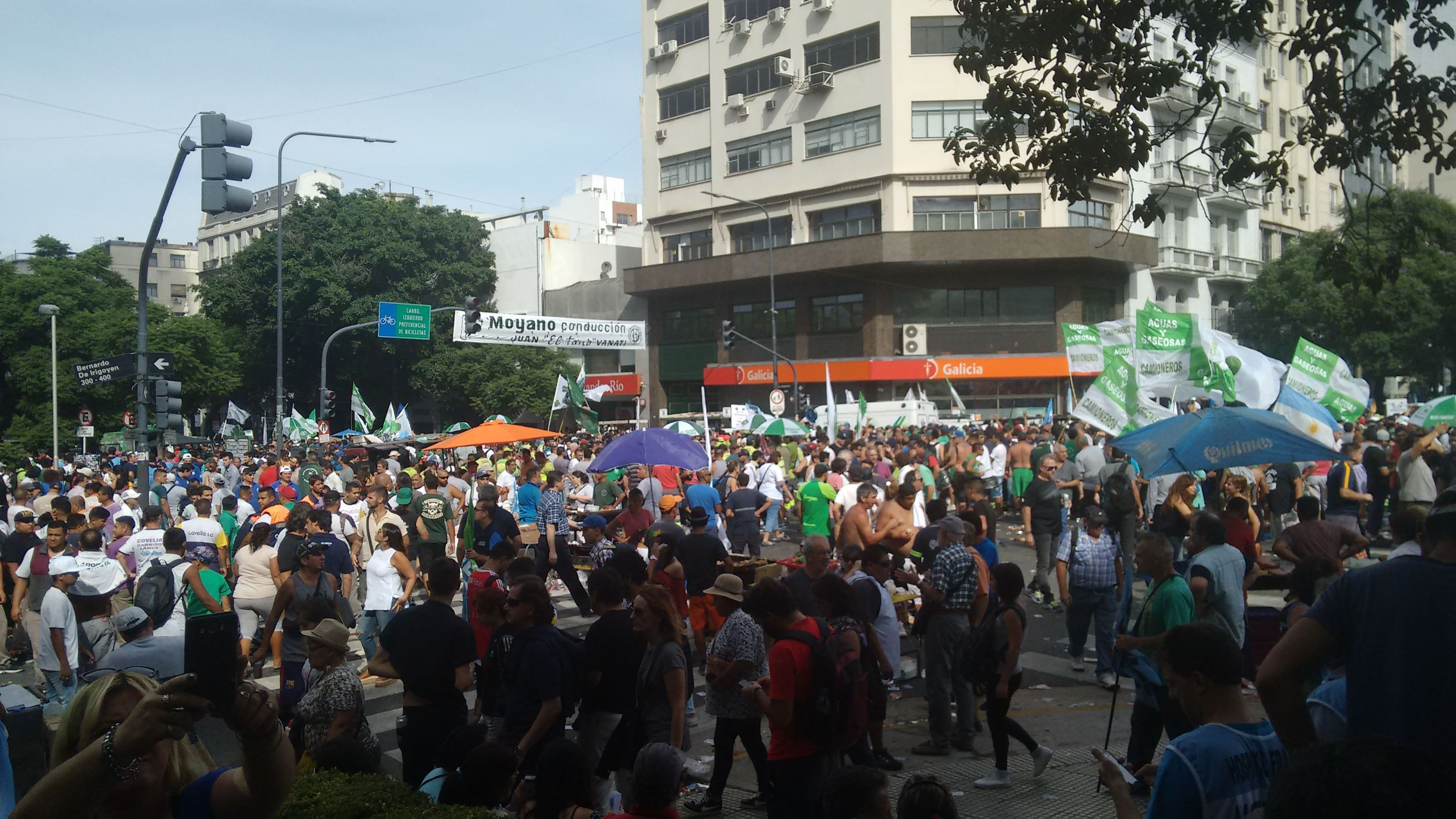
Gente convocada en la avenida 9 de Julio

La convocatoria a la movilización se hizo durante febrero de 2017, bajo la premisa del anuncio del Paro General, cosa que fue refrendada por Acuña durante la huelga docente, en el palco con Hugo Yasky y Roberto Baradel. Las centrales obreras utilizaron todos sus recursos para la movilización de al menos 200 000 personas en Capital, y decenas de miles a lo largo de todo el país. El acto fue previsto para las 16:00 hs., cuando hablaría el triunvirato dirigente.
La movilización, en este sentido, fue un éxito absoluto. Trabajadores afiliados a la CGT, organizaciones sociales, agrupaciones políticas, y sindicatos aliados (como la CTA) prestaron apoyo a la movilización. Los números más conservadores apuntan a unas 200.000 personas concentradas a lo largo del centro porteño, ocupando la avenida 9 de Julio, y sus cruces de Belgrano, Corrientes, Venezuela y aledañas, llegando hasta la Plaza de Mayo. Los números se estiman entre 200 000 y 500 000 personas sólo en la capital.
Ante la masividad del evento, el acto se realizó una hora antes de lo previsto, a las 3 de la tarde (hora local). Algunas fuentes afirman que el adelantamiento del acto obedece a la incapacidad de confrontar con las bases, mucho más masivas de lo que se esperaban.

## Acto y Conflicto
Desde el comienzo del acto los reclamos se hicieron escuchar en forma de gritos y cánticos que clamaban especificar una fecha concreta para un paro general que "detenga los despidos y la caída del salario".
El primero en hablar fue Carlos Acuña, secretario general del Sindicato de Obreros y Empleados de Estaciones de Servicios, quien fue interrumpido por un coro que exigía el "paro general". Acuña, notoriamente nervioso por el ánimo de los manifestantes, cerró el discurso prometiendo que "si el Gobierno no da respuesta, esta CGT le va a poner fecha a un paro nacional en marzo o en abril".
Quien lo siguió fue otro de los secretarios, el jefe del Sindicato de Dragado y Balizamiento, Juan Carlos Schmid, quien, si bien hizo más hincapié en la medida de fuerza nacional, tampoco dio ninguna fecha concreta.
Luego habló el titular del Sindicato de Sanidad Héctor Daer, ligado al Frente Renovador. quien incurrió en un furcio sobre la eventual fecha de la huelga afirmando: "Antes de fin de año, perdón, de fin de mes", lo que fogoneó aún más el descontento popular.
El ambiente tenso en los alrededores del palco presagiaba un desborde de ciertos sectores de trabajadores enojados por la falta de precisiones. Por lo que el acto concluyó apresuradamente y los principales dirigentes de la CGT, ante los forcejeos y los cánticos, tuvieron que huir, escoltados por su propia seguridad. Algunos dirigentes escaparon en auto, mientras que otros se refugiaron en una dependencia del Sindicato de empleados de Comercio.
A partir de ese momento, un sector de trabajadores -entre ellos muchísimos docentes, del SUTNA, de Luz y Fuerza, choferes de la Línea 60, de la empresa Canale, - tomó el escenario al grito de "paro general" y cantos como "Poné fecha la p... que te parió". Por otra parte, la columna independiente de sindicatos combativos, los organizaciones sociales y partidos de izquierda ingresaron a la Plaza de Mayo cantando por la exigencia de una huelga general con fecha precisa.
Si bien la central obrera y sus dirigentes habían anunciado que en la movilización anunciarían el Paro Nacional, los dirigentes en el acto no lo confirmaron ni dieron una fecha fija, sino que sus discursos fueron una "advertencia al gobierno" para que cambie su política económica, avisando que caso contrario "entre fines de marzo y principios de abril" habría un paro general. Ante la indecisión de los dirigentes, el público concentrado comenzó a gritar "Poné la fecha, la puta que te parió".
Luego de terminado el acto, los dirigentes escaparon del palco, y fueron perseguidos por pequeños grupos de manifestantes, quienes les arrojaban botellas, les gritaban "traidores" y se enzarzaron en una refriega a puñetazos con la seguridad. ASimismo, hubo enfrentamientos entre dos grupos de camioneros distintos. Inmediatamente, el palco fue tomado por los manifestantes, quienes sacaron el taburete con el logo de la CGT y le pusieron una cruz, en referencia a la "muerte" de la CGT. Los cánticos que siguieron fueron: "Se va a acabar, se va a acabar, la burocracia sindical".
Los referentes de la CGT debieron refugiarse en un edificio cercano para evitar los encontronazos, y desde entonces no han vuelto a hacer declaraciones públicas.

## Análisis
Diversas fuentes analizaron de maneras muy distintas el final del evento, aunque todas concluyeron en que fue un acto masivo contra el gobierno de Mauricio Macri. Algunos periodistas, como Jorge Navarro, sin dar datos concretos afirmaron que el ministro de trabajo Jorge Triaca había pactado con dos de las cabezas dirigentes de la CGT, y que la marcha habría sido una maniobra de "descarga" para evitar el paro general en año de elecciones, y que seguirían negociando con el ministro.
Otras fuentes (entre ellas el camionero Pablo Moyano y el secretario Héctor Daer)
Otras personas afirman que, en realidad, la CGT está debilitada al no tener una conducción fuerte, sino una débil alianza entre sectores ideológicamente diferenciados, y que en buena medida el arrastre que tuvo fue de parte de las propias bases, que estaban enojadas con el gobierno. La falta de decisión, hasta tanto no se conozcan las relaciones de poder, sería compleja, y la CGT preferiría negociar con el gobierno en lugar de enfrentarse directamente con él.